# Dhofar FC Salalah
El Dhofar FC Salalah (àrab: نادي ظفار العماني, Nādī Ẓufār al-ʿUmānī, ‘Club Omanita de Dhofar’), també conegut localment com Al-Zaeem o ‘el Líder’ (àrab: الزعيم, az-Zaʿīm), és un club de futbol omanita de la ciutat de Salalah.

## Història

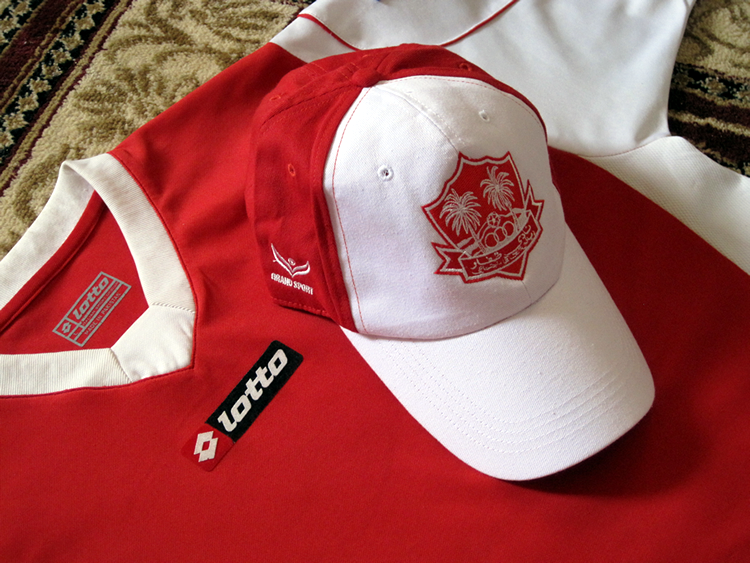
Samarreta i gorra de Dhofar S.C.S.C.

El club va ser fundat el 24 de juliol de 1970. És el club amb més títols del país, amb nou lligues i set copes i mai ha baixat a segona divisió (a data de 2009). Té gran rivalitat amb el seu veí Al-Nasr Club.

## Palmarès
- Lliga omanita de futbol: [2]
  - 1983, 1985, 1990, 1992, 1993, 1994, 1999, 2001, 2005, 2019

- Copa Sultan Qaboos: [3]
  - 1977, 1980, 1981, 1990, 1999, 2004, 2006, 2011, 2019–20,2020–21

- Supercopa omanita de futbol: [3]
  - 1999, 2017, 2019

- Copa Federació d'Oman: [3]
  - 2012–13, 2018–19